# Komuna e Hekalit
Komuna e Hekalit är en kommun i Albanien.   Den ligger i prefekturen Qarku i Fierit, i den centrala delen av landet, 90 km söder om huvudstaden Tirana.
Trakten runt Komuna e Hekalit består till största delen av jordbruksmark.  Runt Komuna e Hekalit är det ganska tätbefolkat, med 199 invånare per kvadratkilometer.